# 次氯酸鈉
次氯酸钠（sodium hypochlorite），化学式NaClO或NaOCl，是次氯酸的钠盐，属无机化合物。次氯酸钠在稀释溶液中，常称为氯系漂白剂；其与二氧化碳反应产生的次氯酸也是漂白剂常有的成分。

## 製備
氯气溶於冷而且稀的氫氧化鈉溶液產生次氯酸鈉、氯化鈉及水：
Cl2 + 2NaOH → NaClO + NaCl + H2O
注意氯气溶於水，生成次氯酸和盐酸。
Cl2 + H2O → HClO + HCl

## 化学反应
次氯酸钠是强碱弱酸盐，会水解，水溶液呈碱性：
NaClO(aq) + H2O(l) → HClO(aq) + NaOH(aq)
次氯酸鈉水溶液漂白釋出氧後，會變成氯化鈉水溶液，其反應式如下:
NaClO + H2O → NaOH + HClO
2HClO → 2HCl + O2↑
NaOH + HCl → NaCl +H2O
與鹽酸反應會放出有毒的氯氣，因此使用相關製品時應注意避免混合：
NaClO + 2HCl(aq) → NaCl + H2O + Cl2↑
與過氧化氫反應生成氧氣，此反應中氧的氧化數有升有降，因此此為歧化反應：
NaClO + H2O2 → H2O + NaCl + O2↑

### 分解
次氯酸钠在較熱的條件下易歧化成氯化钠及氯酸钠：
3NaClO → 2NaCl + NaClO3(aq)
在水中，也會緩慢發生以下反應：
4NaClO + 2H2O → 4Na+ + 4OH- + 2Cl2↑ + O2↑
次氯酸根离子是极不稳定的离子，它会在光照下分解：
2ClO- → O2↑ + 2Cl-
以上三種分解均會發生，屬於競爭反應。為延長保存期，次氯酸鈉應避光、低溫保存。

### 和有机物反应
次氯酸钠可以氧化醇、醚等有机物。例如，次氯酸钠五水合物可以将2-辛醇氧化为2-辛酮。它也可以氧化硫醚等有机物。

## 外部連結
- International Chemical Safety Card 0482 （页面存档备份，存于） (solutions<10% active Cl)
- International Chemical Safety Card 1119 （页面存档备份，存于） (solutions >10% active Cl)
- Institut national de recherche et de sécurité (in French)
- Home and Leisure Accident Statistics 2002 (UK RoSPA)
- Emergency Disinfection of Drinking Water （页面存档备份，存于） (United States Environmental Protection Agency)
- Chlorinated Drinking Water (IARC Monograph)
- NTP Study Report TR-392: Chlorinated & Chloraminated Water （页面存档备份，存于） (US NIH)
- Guidelines for the Use of Chlorine Bleach as a Sanitizer in Food Processing Operations （页面存档备份，存于） (Oklahoma State University)